# Никольский, Константин Евгеньевич
Константин Евгеньевич Никольский (16 июля 1952, Москва — 10 мая 2015, Москва) — советский художник, Член Союза художников СССР.

## Биография
Родился в 1952 году в Москве.
В 1974 г. закончил художественно-графический факультет педагогического института им. Ленина. Преподаватели: В.П. Ефанов, С. И. Дудник, В. А. Дрезнина. Испытал влияние И. Э. Грабаря.
Член Союза художников СССР с 1978 года. Член МСХ с 1989 г.
Работал в реалистической традиции. Мастер лирического пейзажа, продолжатель традиций русского импрессионизма. Наряду с живописью занимался графикой. В последние годы разрабатывал евангельскую тему.
Умер 10 мая 2015 года. Похоронен на Покровском кладбище.

## Работы
Участник выставок с 1975 г. Постоянный экспонент выставок в Манеже и выставочном зале Союза Художников на Кузнецком мосту 1980-х гг.
Работы находятся в музеях и частных коллекциях России, США, Европы, Японии.
Известные работы:
- Зимний сад[7]
- Грузди[8]
- Сирень на венском стуле[9]
- Средняя азия вечером на улице[10]
- Татарник[11]
- Яблоня зимой[12]
- Парк культуры и отдыха[13]
- Яблоня[14]
- Сирень[15]
- Яблоня (вариант 2)[16]
- Яблоня (вариант 3)[17]
- Черёмуха[18]
- Красные деревья[19]